# Paličkování

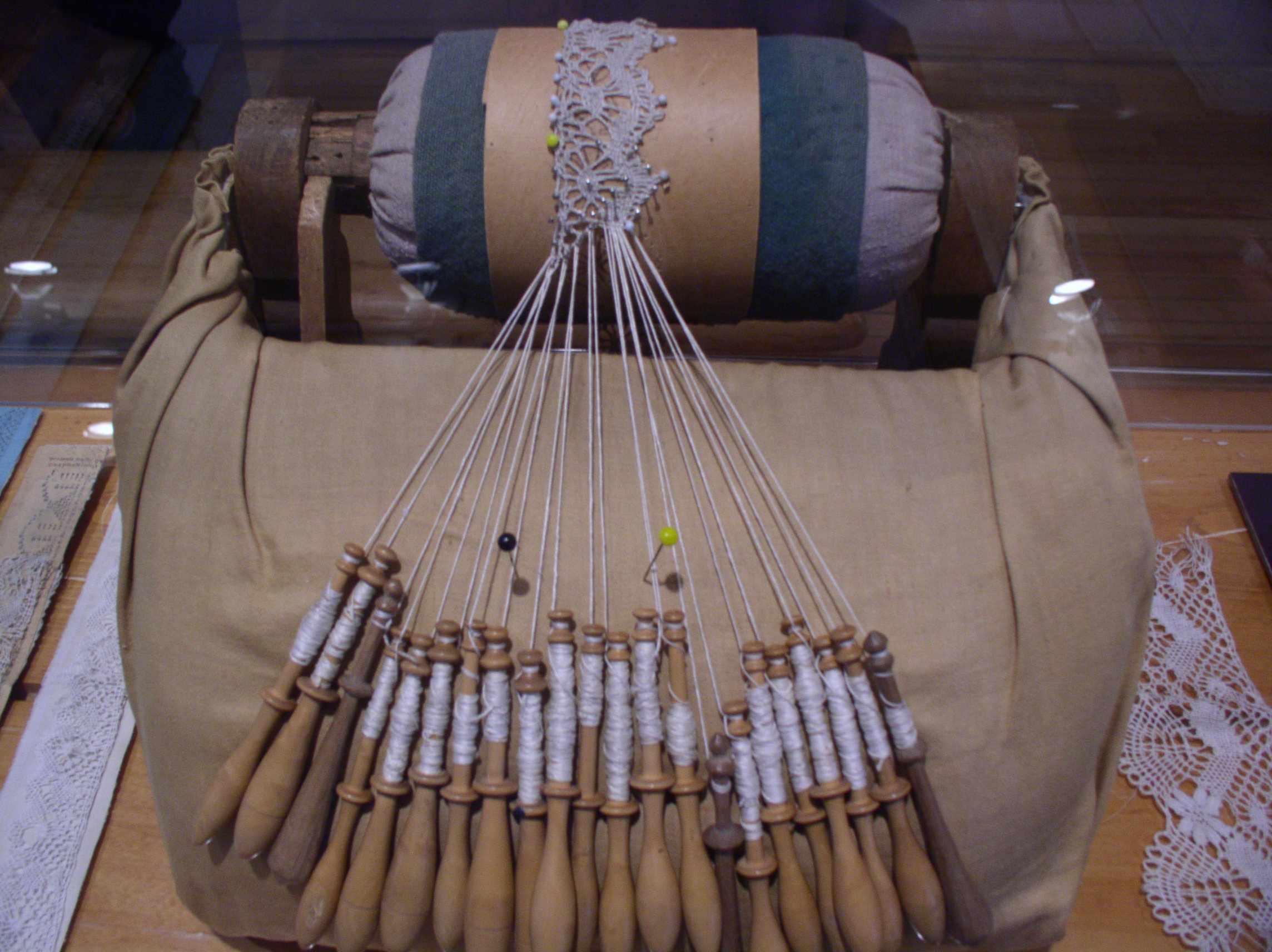
Ruční paličkování

Paličkování (angl.: bobbin lace, něm.: Klöppeln) je způsob spojování většího počtu (3-800) nití vzájemným překřížením a stáčením. Paličkování se provádí jako ruční práce nebo na speciálních strojích, jeho účelem je zhotovení plošné průhledné textilie - krajky. 

## Ruční paličkování[2]

### Nářadí, pomůcky a zpracovávaný materiál
Většinou se zpracovává skaná bavlněná příze v jemnosti cca 20-50 tex, zčásti i barvená, v menší míře se používají také lněné nebo hedvábné příze (nejjemnější organzín až 2 tex).
Příze je navinuta na paličky různých tvarů a velikostí, jednotlivé nitě jsou zachyceny špendlíky zapíchnutými v polštáři (herduli). Na herduli je upevněn také podvinek tj. papír s nákresem předlohy, podle které se zhotovuje vazba krajky.
Nezbytná pracovní pomůcka jsou háčky různých jemností, kterými se ovládají (“házejí”) nitě při vlastním paličkování. 

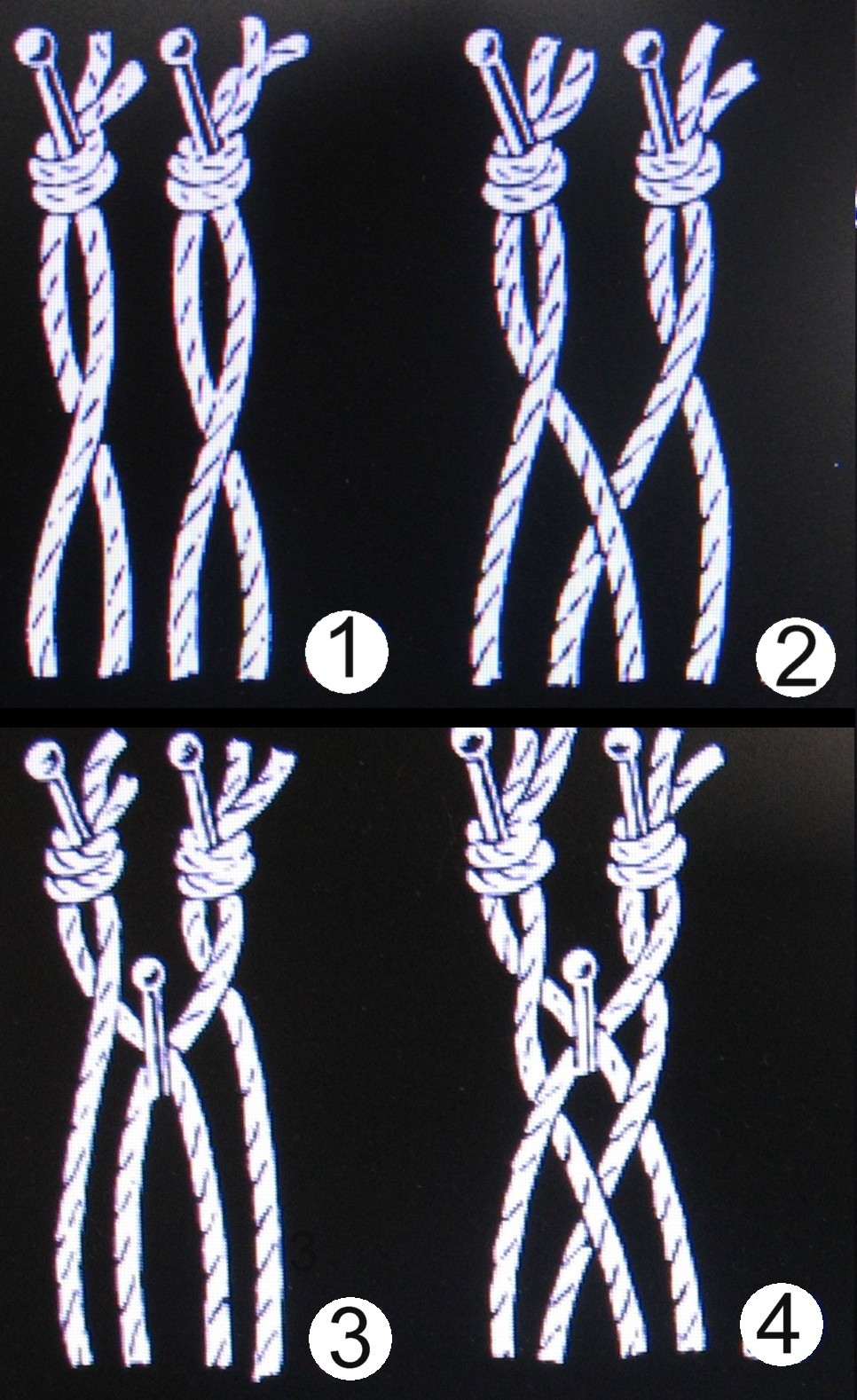
Základní prvky techniky paličkování

### Technika paličkování
K základním prvkům vazební techniky se obvykle počítá (viz nákresy vpravo): 
kroucení (1) – přehazování pravé nitě přes levou (v jednom páru)
křížení (2) - přehazování levé nitě přes pravou (ve dvou párech)
polohod (3) – současné kroucení a křížení (ve dvou párech)
hod (4) – spojení dvou polohodů
Z těchto prvků se dá tvořit velký počet vazebních kombinací a efektů. Odborníci rozeznávají v podstatě pět druhů vazeb:  
- splétání = opakovanými hody vzniká pletenec (copánkovitý útvar)
- síťový (gimpový) hod = šestiúhelníky, také dvojité, použití většinou jako výplň
- dírkový hod = varianta síťového hodu, se kterým se často zaměňuje
- plátenko = stejný princip jako  plátnová vazba tkanin, střídavě vodorovná a svislá nit
- tvarovací hod = třetí nit ze dvou svisle probíhajících párů nití se mezi ně zaplétá vodorovně. Touto vazbou se tvoří nejhustší místa v krajce

Vazba dává paličkovanému výrobku základní strukturu, která je obvykle doplněna různými efekty jako jsou pikotky, pavoučky, vločky, obtahovačky (rámečky ze silnější niti) apod. 

### Druhy ručně paličkovaných krajek
Technika paličkování se vyvinula v 16. století, kdy se začala vyrábět v Itálii, v Nizozemí a ve Španělsku. Jednotlivé druhy a varianty dostávaly nejčastěji jméno podle místa nebo regionu, ve kterém se začaly vyrábět a označení jim zůstalo i když se výroba přesunula jinam a nebo se jen (třeba amatérsky) napodobovaly.
K nejznámějším jménům patří: Point d'Angleterre (1), bruselská (2) (3), mechelenská (4), anglická (5), chantilly (6), valencienská (7) (8), florentská, španělská, vamberecká, torchonská (10), cluny aj.
Originály těchto druhů se v 21. století najdou jen v muzeích. Ruční paličkování se asi od začátku 20. století zachovalo jen jako umělecké řemeslo a napodobeniny klasických vzorů se zhotovují amatérsky ve volném čase. 
V České republice jsou v 21. století v tomto oboru významnou událostí každoroční Bienale české krajky ve Vamberku, kde se vystavuje a hodnotí 30-50 nejnovějších prací, mezi kterými jsou obvykle z cca ze 2/3 ručně paličkované krajky.  Dále se konají dvakrát ročně krajkářské trhy , na jaře a na podzim v Praze.

## Strojní paličkování
Strojní výroba je nesrovnatelně rychlejší a levnější než ruční paličkování, některé strojové výrobky jsou tak věrné napodobeniny, že je i odborníci mohou zaměnit s ručně paličkovanými krajkami.
V minulých stoletích se vyráběly také krajky se strojně paličkovanou půdicí zdobenou ručně vypracovanými ornamenty.
Za nejstarší stroj na výrobu průhledných textilií se považuje síťovací stroj Angličana Heathcoata patentovaný v roce 1808, na kterém se nechala vyrábět jen síťová struktura s šestihrannými očky nazvaná tyl (podle francouzského města Tulle).
Asi o 30 let později vyvinul na jejím základě Angličan Leavers bobinetový stroj (podrobněji popsaný v článku Bobinet). Na stroji se napodobuje paličkování s pomocí člunečků s přízí, která se protahuje mezi osnovními nitěmi. Na těchto zařízeních se dají zhotovit i složitější vzory krajek, v 21. století se nabízejí na prodej tímto způsobem vyrobené valencienské krajky, chantilly aj.
V 80. letech 19. století zkonstruovalo několik různých vynálezců modifikaci splétacího stroje, paličkovací stroj (zvaný také torchonský), který pracuje na principu mechanického paličkování. Na tomto se dají zhotovit krajky s jednoduššími vazbami, např. torchonská.
Asi od poloviny 20. století jsou paličkované krajky stále častěji nahrazovány pletenými průhlednými textiliemi z rašlových strojů. Tyto mohou paličkované výrobky jen imitovat, jsou však podstatně levnější a mají téměř neomezené možnosti vzorování.
V 21. století se vyrábějí prakticky všechny běžně používané krajky se síťovým podkladem na těchto strojích. Bobinetové a paličkovací stroje se uplatňují jen pro speciality a luxusní zboží.

## Galerie paličkovaných krajek

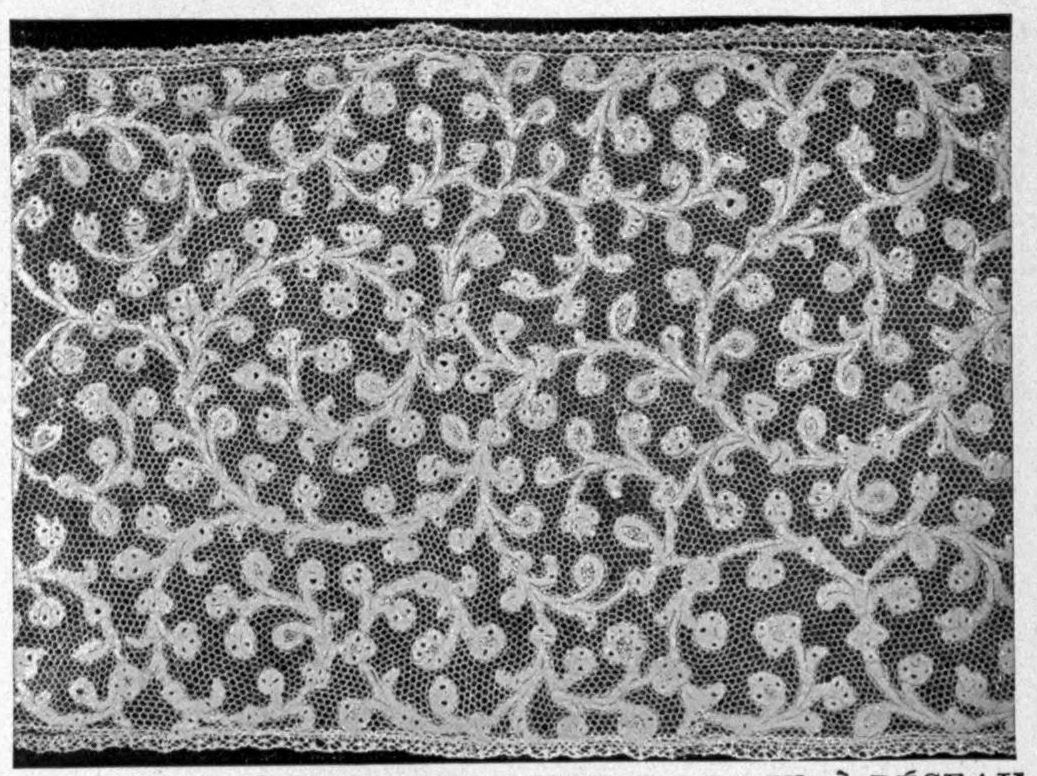
(1) Point d'Angleterre- polovina 17. století
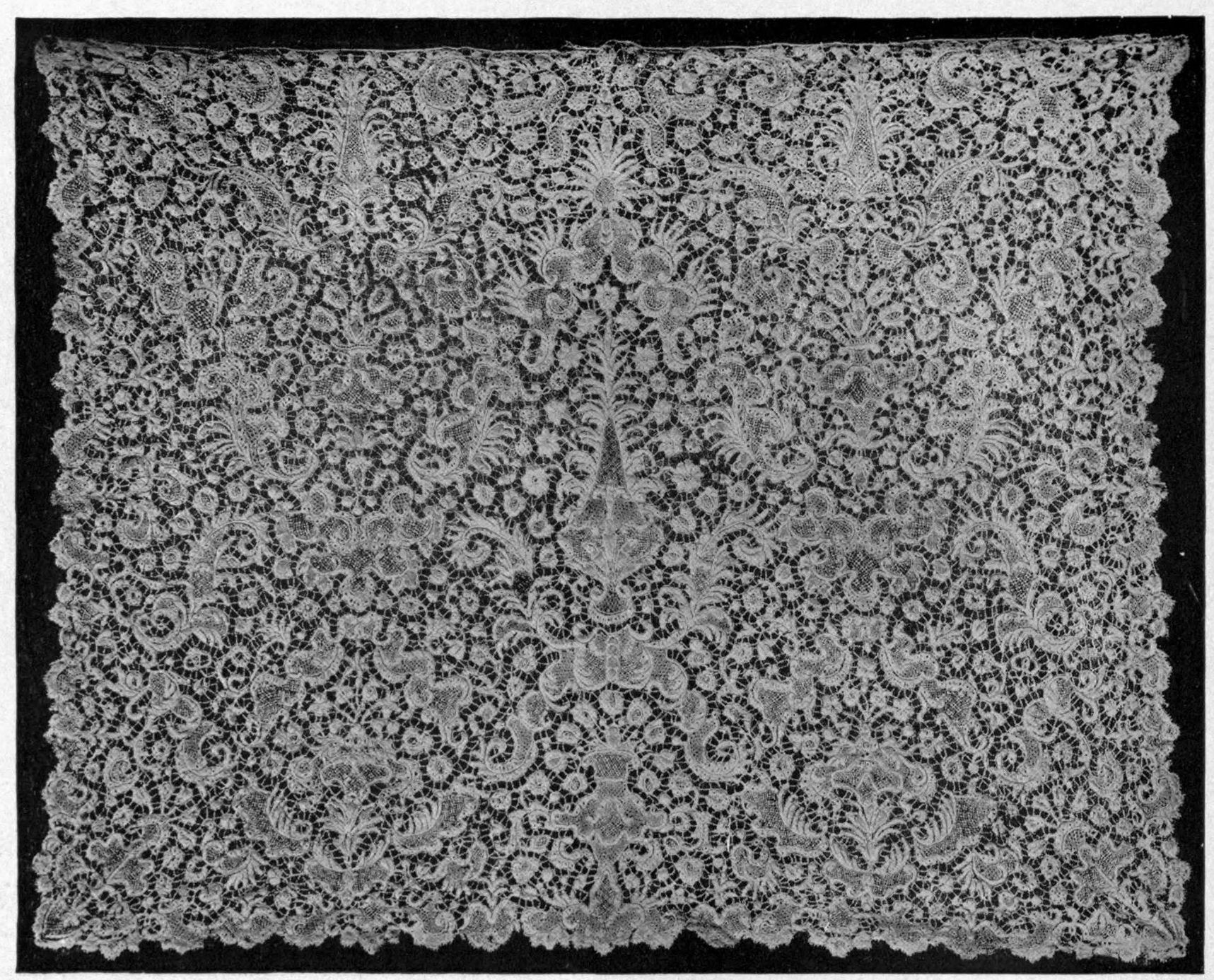
(2) Kravata z bruselské krajky – pozdní 17. století
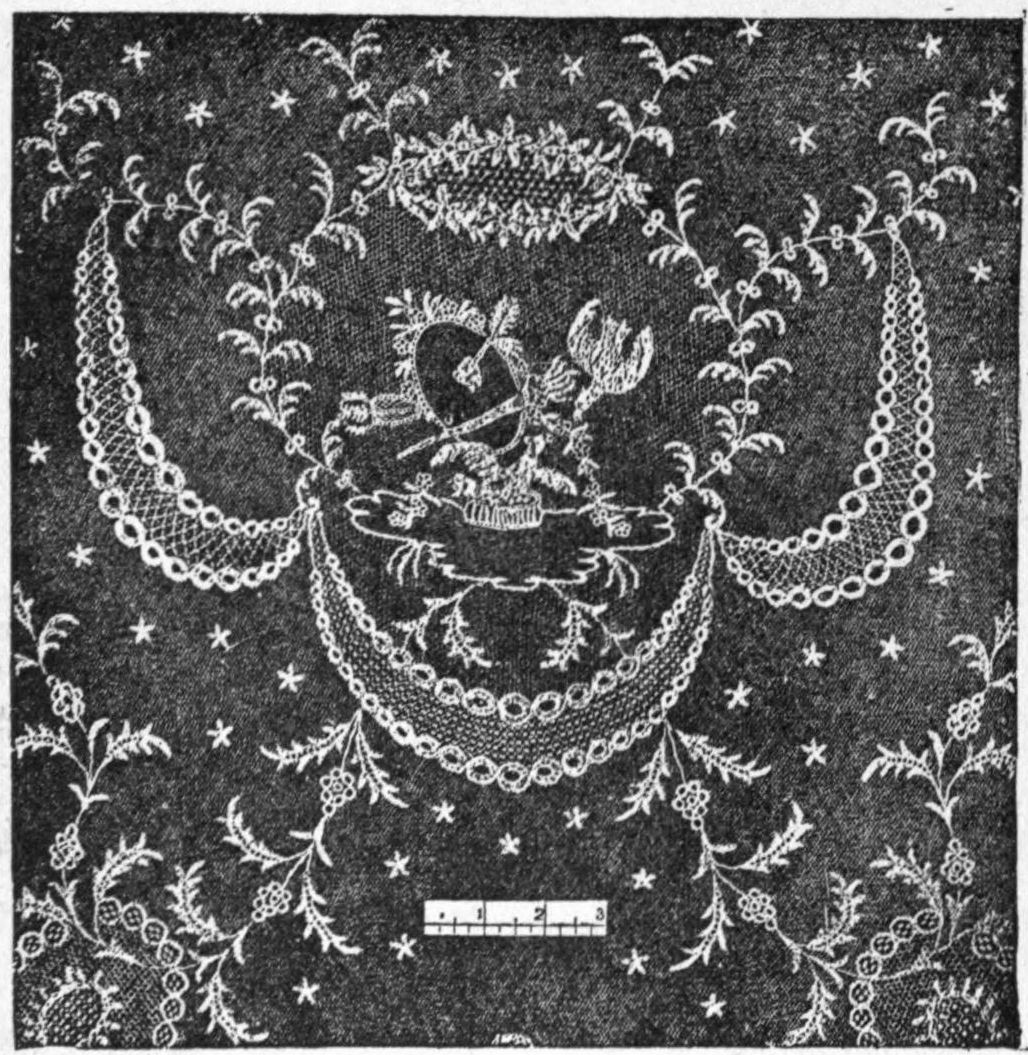
(3) Bruselská krajka – pozdní 18. století
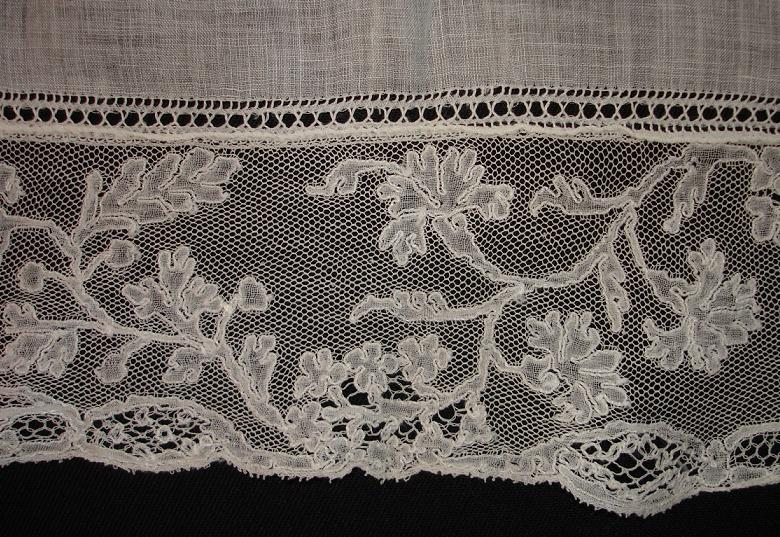
(4) Mechelenská krajka – 18. století
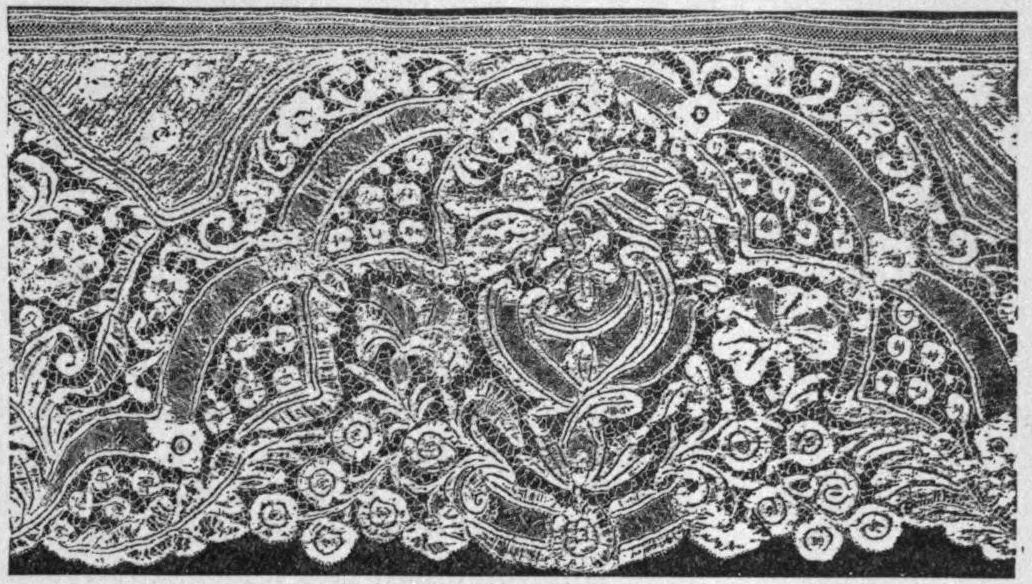
(5) Anglická krajka podle bruselského vzoru - polovina 18. století
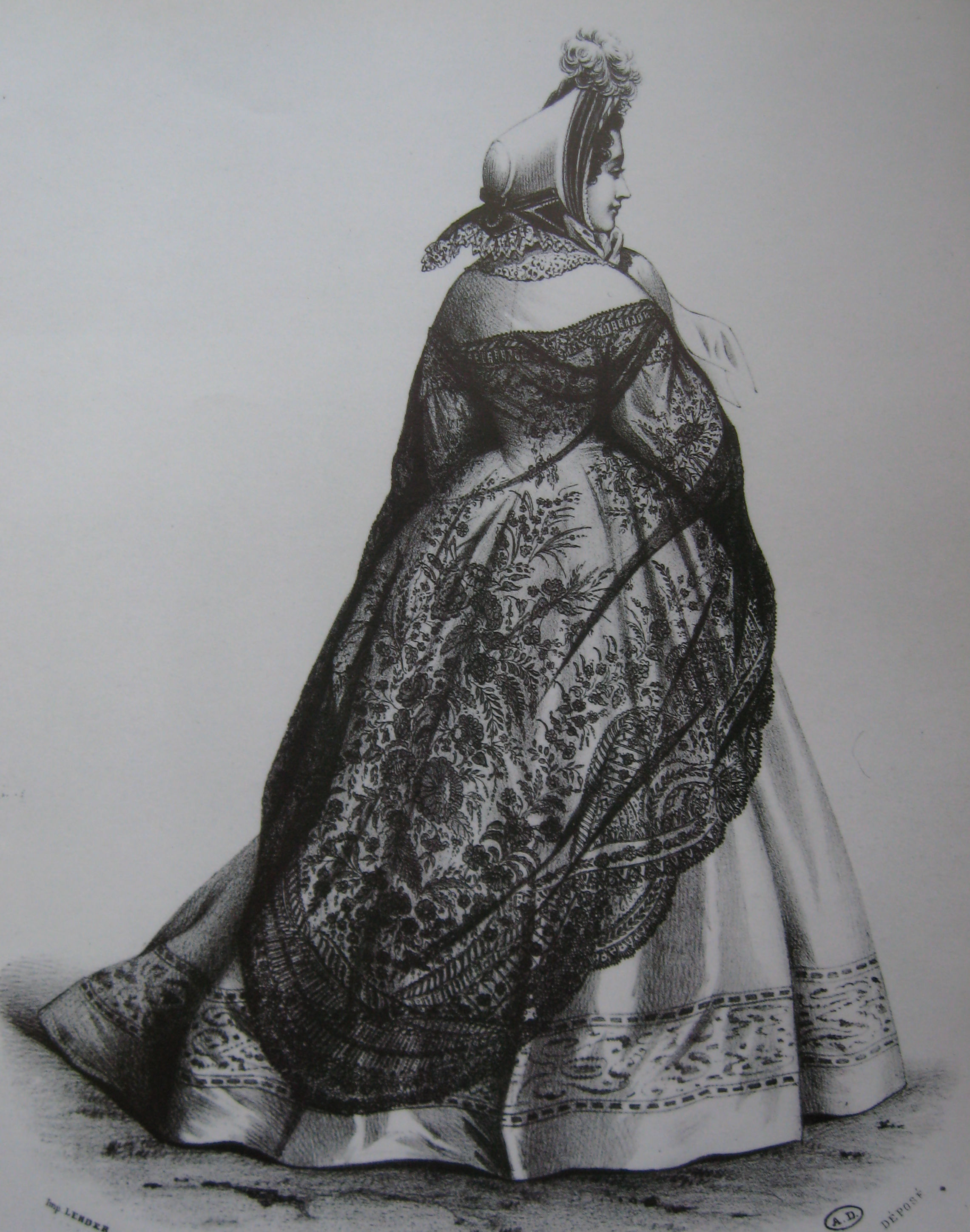
(6) Chantilly z roku 1865
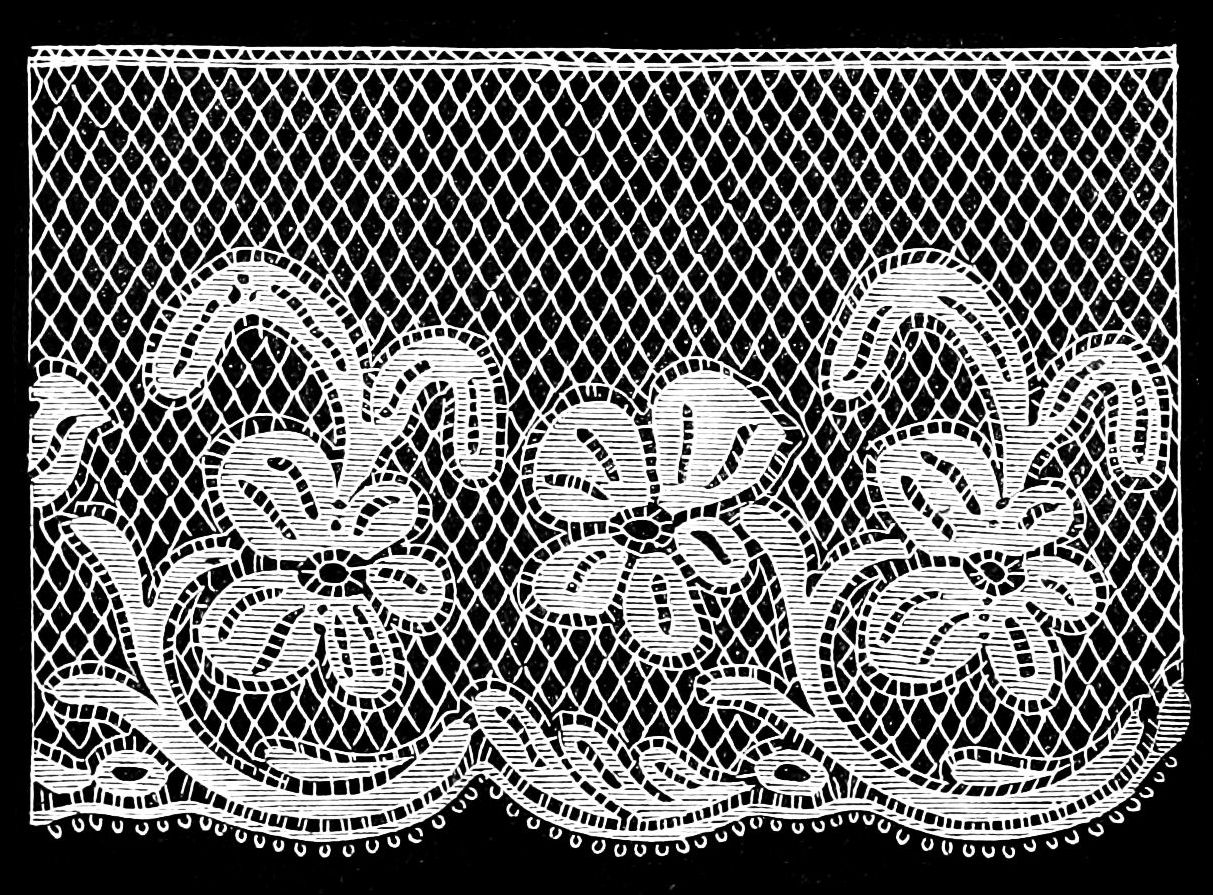
(7) Valencienská krajka z roku 1875
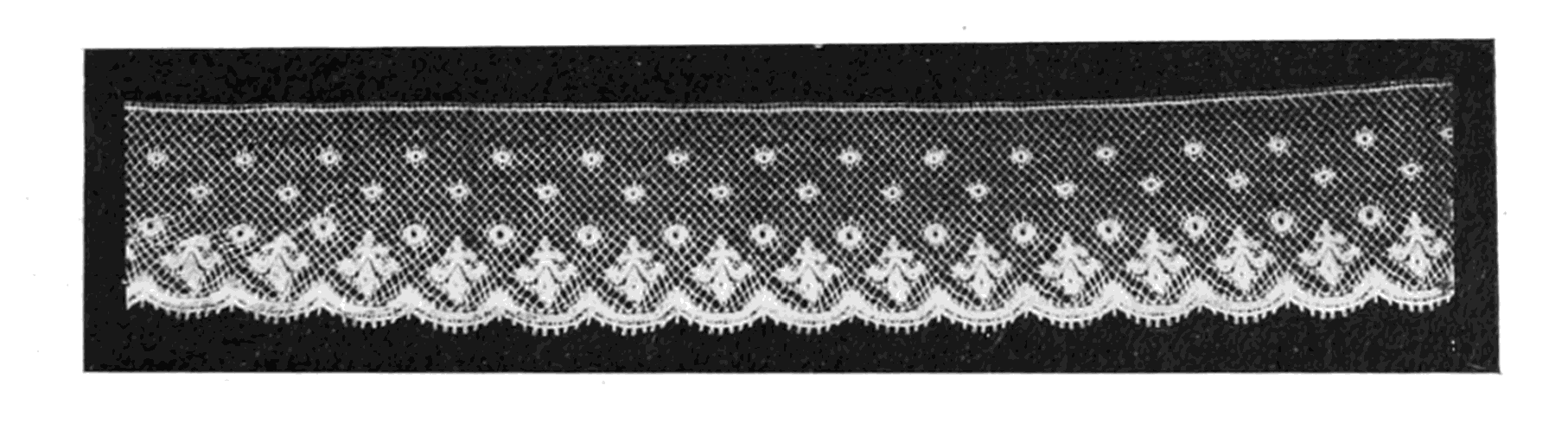
(8) Valencienská krajka z bobinetového stroje
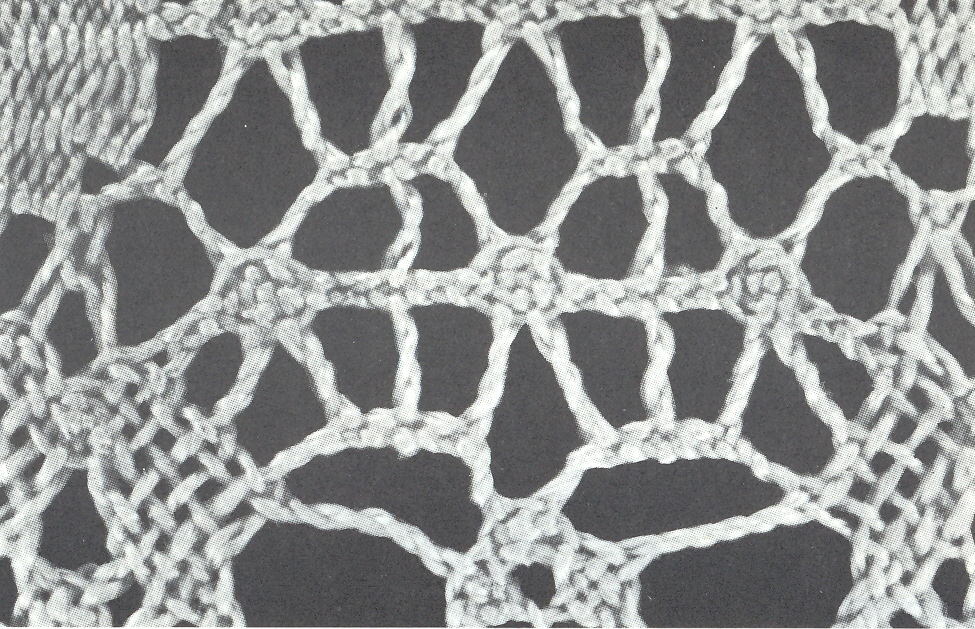
(9) Detail strojně paličkované krajky
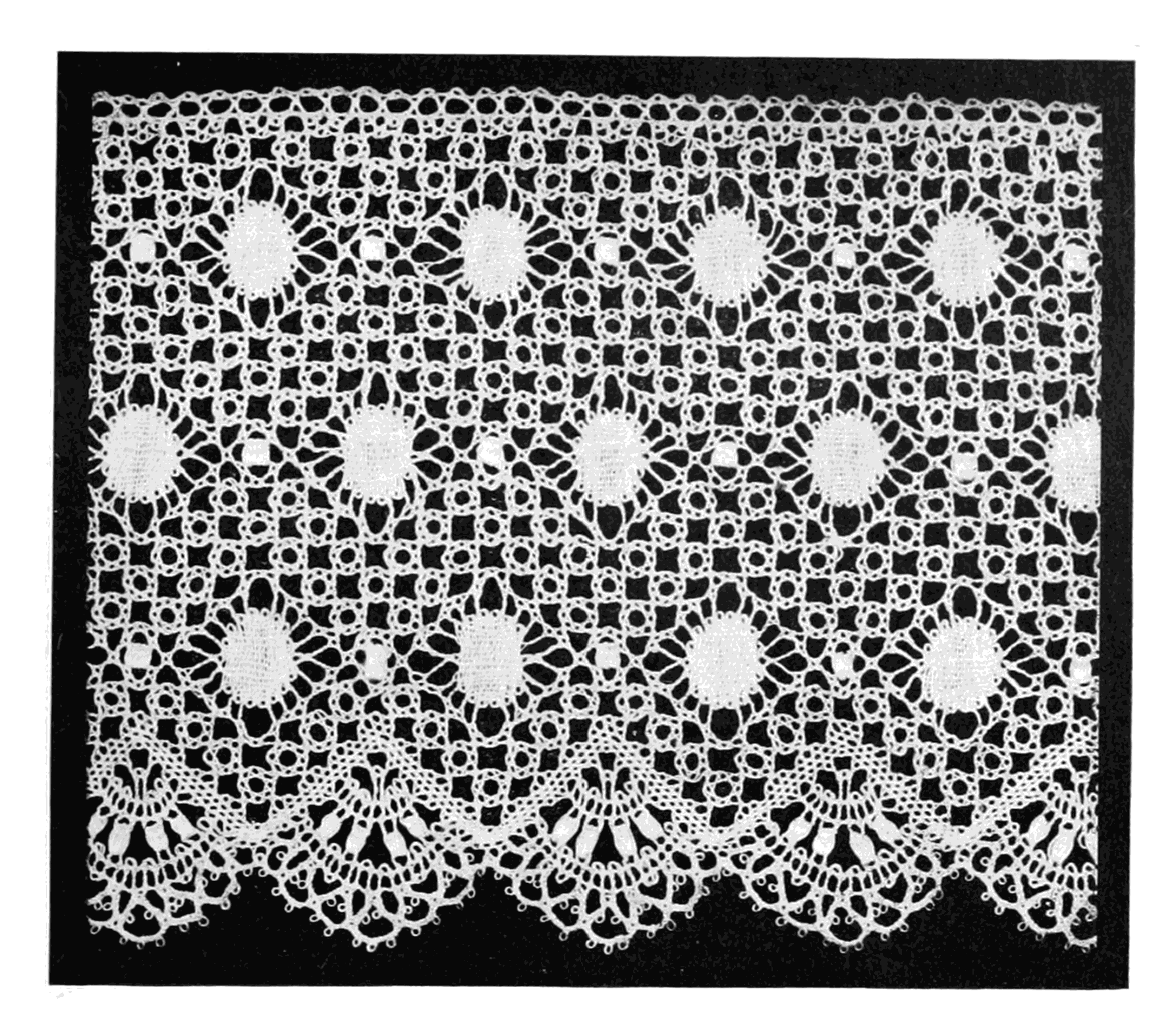
(10) Torchon (ručně paličkovaný) – pozdní 19. století